# Панг Веј
Панг Веј (Баодинг, 19. јул 1986), је кинески спортиста који се такмичи у стрељаштву. На Олимпијским играма у Пекингу освојио је златну медаљу у дисциплини ваздушни пиштољ. Четири године касније у Лондону освојио је четврто место, а у Рио де Жанеиру 2016. био је бронзани.